# Thwaitesia spinicauda
Thwaitesia spinicauda là một loài nhện trong họ Theridiidae.
Loài này thuộc chi Thwaitesia. Thwaitesia spinicauda được Tord Tamerlan Teodor Thorell miêu tả năm 1895.